# Баррера, Родриго
Родриго Эрана Баррера Фуэнтес (исп. Rodrigo Hernán Barrera Fuentes; 30 октября 1970, Сантьяго, Чили) — чилийский футболист, бывший нападающий известный по выступлениям за клубы «Универсидад Католика», «Универсидад де Чили» и сборную Чили. Участник Чемпионата мира 1998 года.

## Клубная карьера
Баррера начал карьеру в клубе «Универсидад Католика». В 1990 году он дебютировал за команду чилийскую Примеру. В 1991 году Родриго помог клубу выиграть Кубок Чили, а через четыре года повторил успех. В 1995 году он перешёл в мексиканскую «Некаксу» и помог ей выиграть Лигу MX. По окончании сезона Баррера вернулся в родной «Универсидад Католика».
В 1997 году Родриго перешёл в «Универсидад де Чили». Через год он помог команде выиграть национальный кубок, а затем дважды выиграл чемпионат. В 2002 году Баррера в третий раз вернулся в «Универсидад Католика» и помог родной команде выиграть чемпионат. В 2004 году он опять вернулся в «Универсидад де Чили»,а после этого выступал за «Депортес Мелипилья» и «Палестино», где и завершил свою карьеру.

## Международная карьера
В 1993 году Родриго дебютировал за сборную Чили. 9 июня того же года во встрече против сборной Эквадора Баррера забил свой первый гол за национальную команду. В 1993, 1995 и 2001 годах Родриго выступал на Кубке Америки.
В 1998 году Баррера попал в заявку сборной на участие в Чемпионате мира во Франции. На турнире он был запасным и не сыграл ни минуты.

### Голы за сборную Чили
| #   | Дата            | Место           | Противник | Результат | Соревнование                          |
| --- | --------------- | --------------- | --------- | --------- | ------------------------------------- |
| 01. | 9 июня 1993     | Кито, Эквадор   | Эквадор   | 1:2       | Товарищеский матч                     |
| 02. | 30 апреля 1994  | Альбукерке, США | США       | 0:2       | Товарищеский матч                     |
| 03. | 15 августа 1994 | Сантьяго, Чили  | Аргентина | 3:3       | Товарищеский матч                     |
| 04. | 16 ноября 1997  | Лике, Парагвай  | Боливия   | 3:0       | Чемпионат мира 1998 отборочный турнир |
| 05. | 28 января 1998  | Гонконг         | Гонконг   | 1:3       | Товарищеский матч                     |

## Достижения
Командные
 «Универсидад Католика»
- Чемпионат Чили по футболу — Ап. 2002
- Обладатель Кубка Чили — 1991
- Обладатель Кубка Чили — 1995

 «Некакса»
- Чемпионат Мексики по футболу — 1995/1996

 «Универсидад де Чили»
- Чемпионат Чили по футболу — 1999
- Чемпионат Чили по футболу — 2000
- Обладатель Кубка Чили — 1998